# Autophila cretica
Autophila cretica là một loài bướm đêm trong họ Erebidae.